# 信使圆尾鹱
，是鹱形目鹱科的一种鸟类。

## 特征
信使圆尾鹱体重约394克，翼长约281毫米，嘴峰长约27毫米，喙宽度约8.2毫米，喙厚度约9毫米，跗蹠长约34.1毫米，尾长约110毫米。信使圆尾鹱是部分迁徙的鸟类，其栖息在开放的海洋及海岛环境中，食性为肉食性，主要食物来源是水生动物。

## 分布
繁殖于热带太平洋（雷恩島、汤加和法属波利尼西亚至复活节岛）。远洋带的分布状况不完全清楚，但经常出现在太平洋中部。